# David Bruce (mikrobiolog)
David Bruce (ur. 29 maja 1855, zm. 27 listopada 1931) – szkocki mikrobiolog i lekarz wojskowy, laureat Medalu Leeuwenhoeka w 1915.
Od 1883 do 1923 przebywał w koloniach brytyjskich, m.in. na Malcie. W 1887 opisał bakterię, zwaną pałeczką maltańską, powodującą zakaźne ronienie kóz. W 1889 ogłosił wyniki badań nad gorączką maltańską. W 1894 odkrył świdrowca nagany, przenoszonego przez muchę tse-tse i powodującego u bydła chorobę nagana. W 1930 potwierdził przenoszenie śpiączki afrykańskiej przez tego samego owada na ludzi.